# British Caspian Flotilla

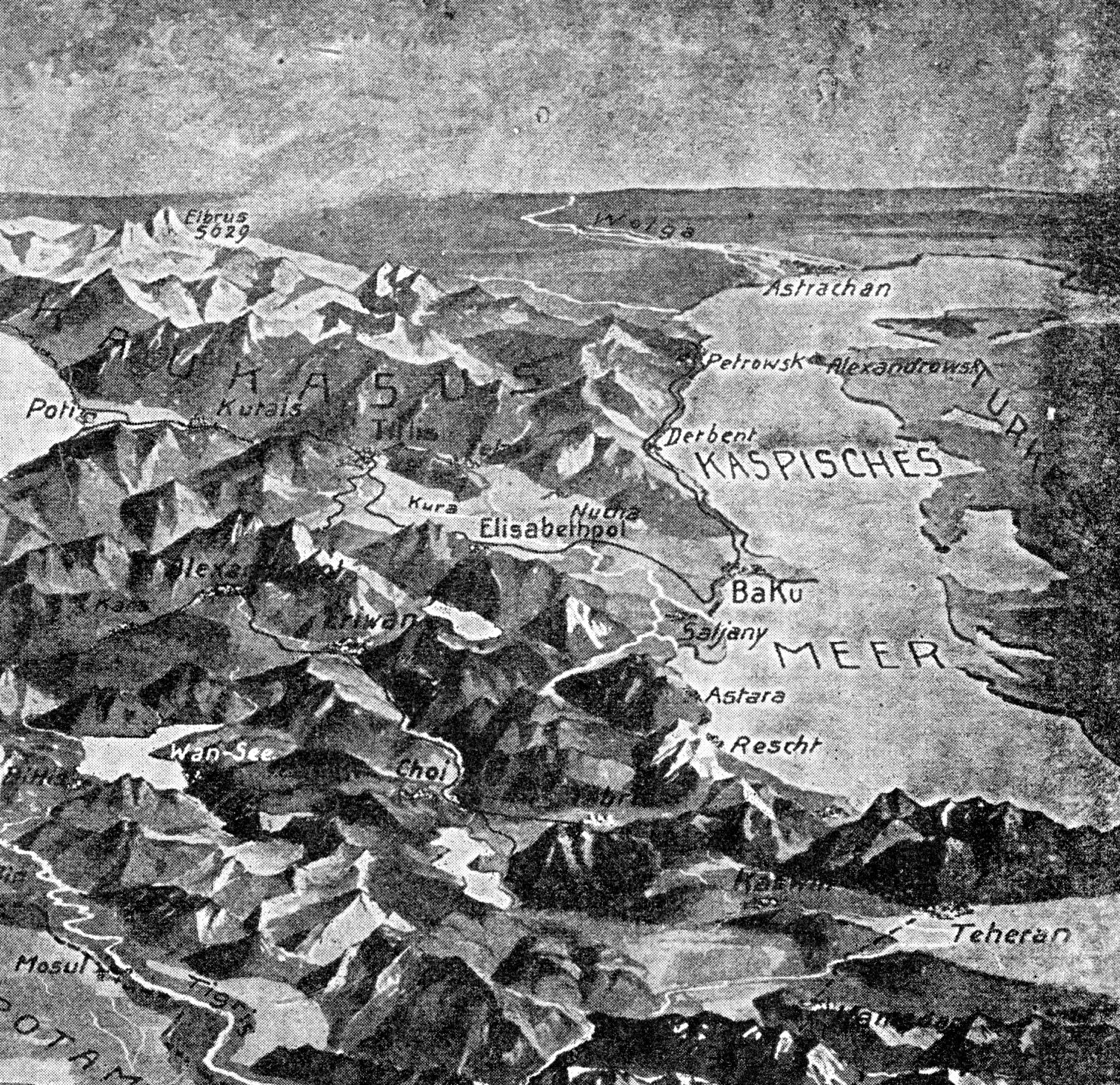
Kaspisches Meer und Kaukasus 1915. Ausschnitt aus Vogelschauperspektive Türkei und Bagdadbahn

Die British Caspian Flotilla (Britische Kaspi-Flottille) war ein Verband der Royal Navy, der im Rahmen des Ersten Weltkriegs und der Alliierten Intervention im Russischen Bürgerkrieg gegründet wurde, um die britische bzw. die russische weißgardistische Seeherrschaft auf dem Kaspischen Meer sowohl gegenüber dem Osmanischen Reich als auch der bolschewistischen Arbeiter- und Bauernflotte zu sichern. Sie bestand ausschließlich aus ehemaligen russischen Handelsschiffen und einigen britischen Motorschnellbooten. Luftunterstützung erhielt die Flottille durch die No. 266 Squadron der Royal Air Force (RAF), die ihre Seeflugzeuge in Petrowsk (heute Machatschkala) stationierte und von dort aus auch Luftangriffe bis nach Astrachan, dem Stützpunkt der Arbeiter- und Bauernflotte, ausführte.

## Politische und strategische Situation

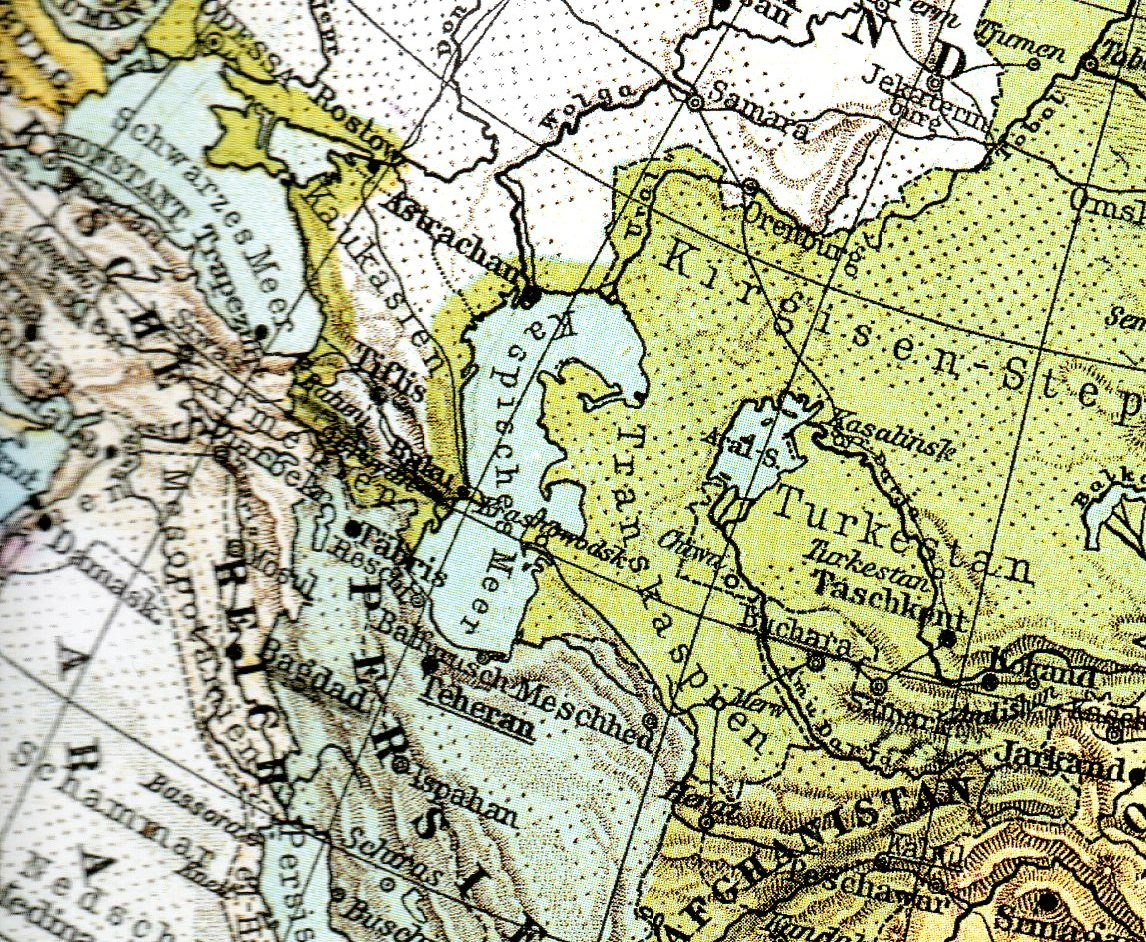
Großraum Kaspisches Meer 1910

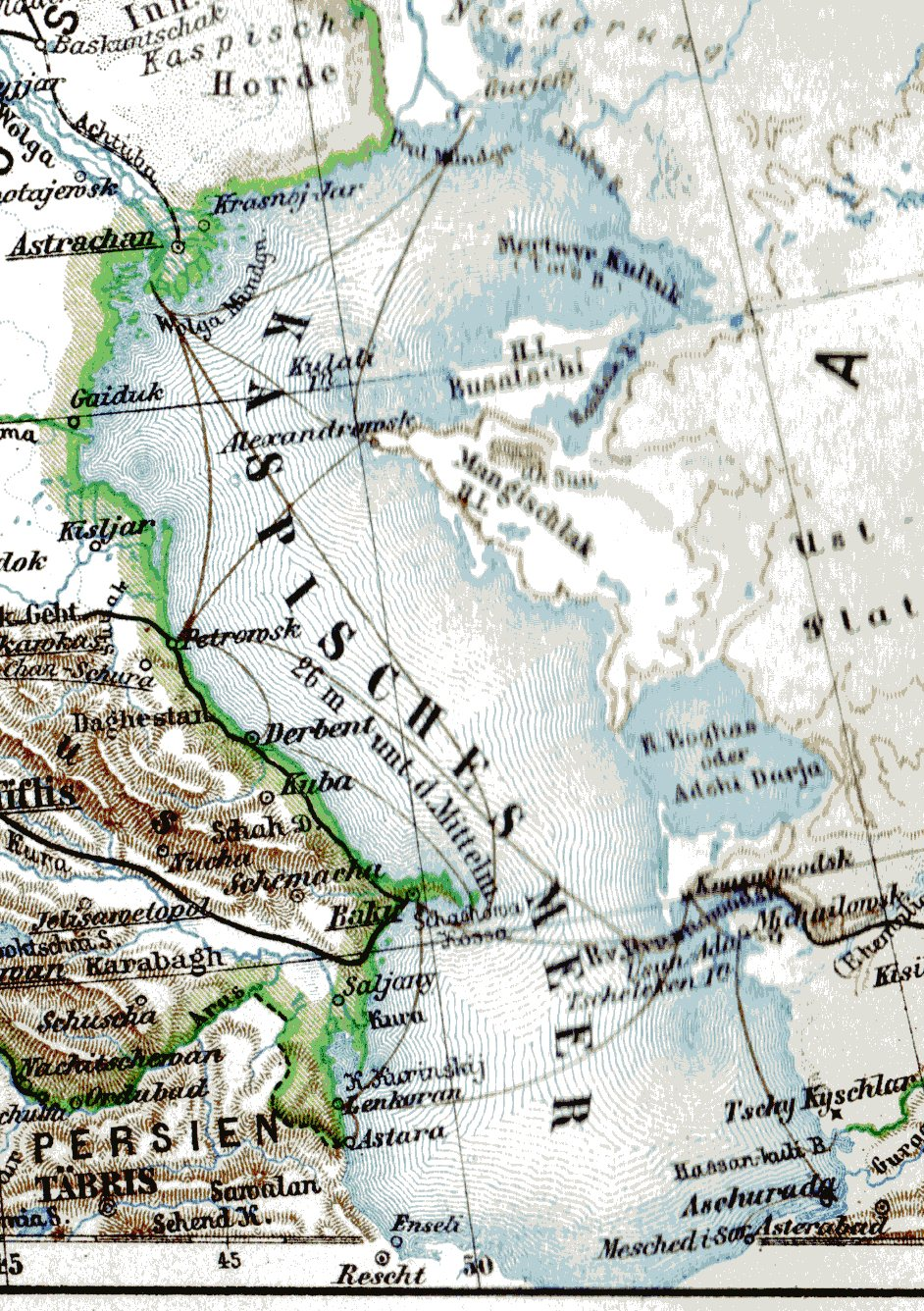
Kaspisches Meer 1907. Meyers Großes Konversations-Lexikon, Bd. 7

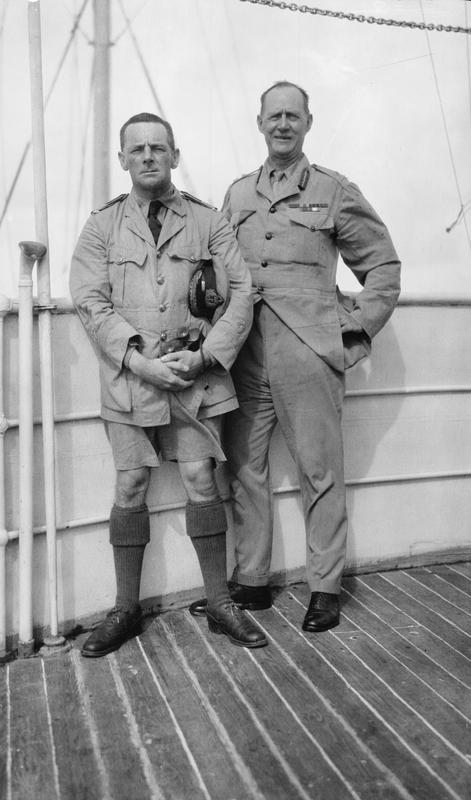
Commodore Norris und General Dunsterville

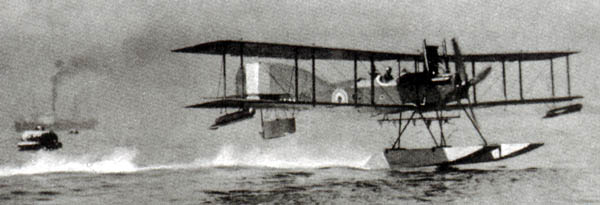
Short 184 chile

Das Kaspische Meer als größtes Binnenmeer der Erde war seinerzeit und ist auch in der Gegenwart von immenser geostrategischer Bedeutung im Schnittfeld Russlands, des Kaukasus, der Türkei, Persiens (Iran), Transkaspiens (heute Usbekistan, Turkmenistan) und Afghanistans; seine Fläche ist größer als die der gegenwärtigen Bundesrepublik Deutschland.
Im Frühjahr/Sommer 1918 befürchtete die britische Regierung, dass
1. durch den Kollaps Russlands das Osmanische Reich und das mit ihm verbündete Deutsche Kaiserreich in den Besitz der Erdölquellen Bakus gelangen könnten,
2. türkische Truppen an der Ostseite des Sees eine britische Militärexpedition gefährden könnten, die in Transkaspien gegen die Rote Armee operierte und unbedingt auf ihren Ausgangshafen Krasnowodsk, dem Beginn der transkaspischen Eisenbahn, angewiesen waren. Die Briten führten entlang der Bahnlinie Krasnowodsk – Taschkent in der Steppe einen reinen Eisenbahnkrieg und wären durch eine türkische oder rotrussische Okkupation des Hafens hoffnungslos sowohl vom Nachschub als auch Rückzug abgeschnitten worden.
Das Empire reagierte durch die Entsendung eines Expeditionskorps nach Baku, das nach ihrem Kommandeur, Lionel Dunsterville, Dunsterforce genannt wurde. Der Entschluss zum Aufbau eine Marinegruppe unter David Thomas Norris fiel im britisch besetzten Bagdad am 11. Juli 1918. Ursprünglich war lediglich geplant, in Baku die Schiffe der so genannten Zentrokaspischen Flottille zu beschlagnahmen, bei der es sich praktisch um die ehemalige Kaspische Flottille der Kaiserlich Russischen Marine handelte, und in den Hafen von Enseli (heute Bandar Anzali) im neutralen Persien zu verbringen. An den Aufbau einer eigenen Flottille war zunächst nicht gedacht worden, auch wenn einige Handelsschiffe mit Geschützen ausgerüstet werden sollten.

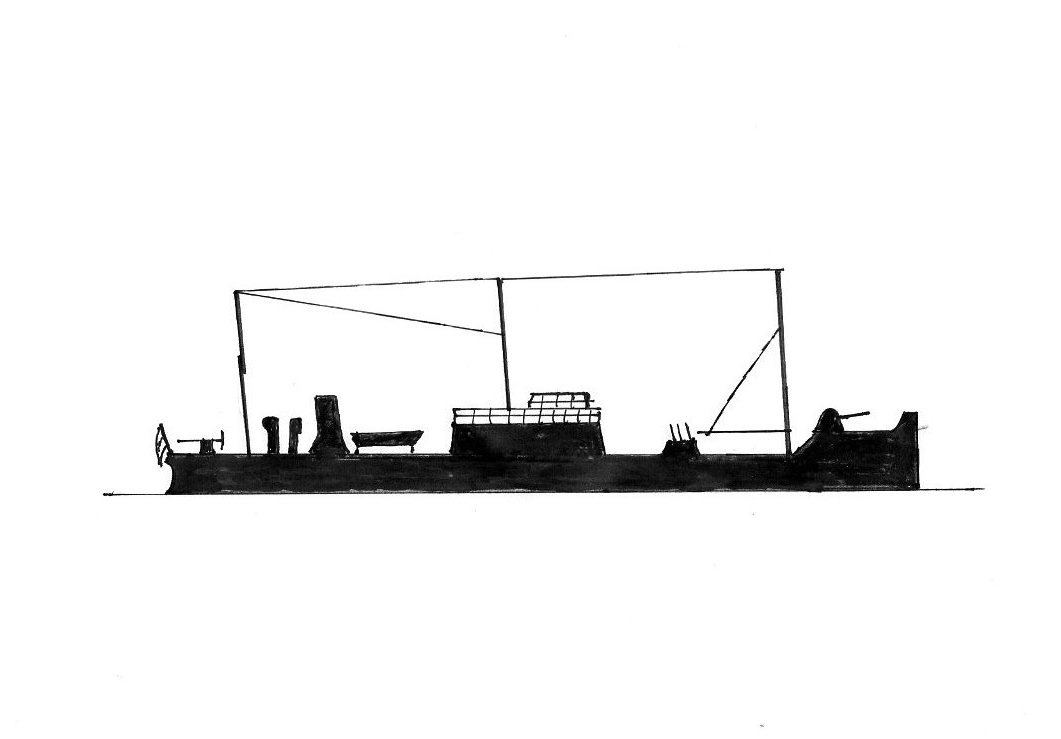
HMS KRUGER (ex russisch PRÄSIDENT KRÜGER), 1918–1919 Flaggschiff der British Caspian Flotilla

Norris brach am 27. Juli 1918 mit einem Lkw-Transport, der hauptsächlich über Kamel- und Maultierpfade führte, mit 2 Offizieren und 22 Mann nach Enseli auf. Auf dem Weg begegnete ihm Dunsterville, der sich auf dem Vormarsch nach Baku befand. Am 14. August 1918 traf Norris in Baku ein und übernahm mit Hilfe von Dunsterforce sofort den Hafen. Flaggschiff seiner provisorischen Flottille wurde der Frachter Präsident Krüger, der nun in HMS Kruger umbenannt wurde und mit den aus Bagdad mitgebrachten Geschützen provisorisch armiert wurde.
Die Zentrokaspische Flottille, die von den so genannten Sozialrevolutionären, entschiedenen Gegnern der Bolschewiki, kontrolliert wurde, erhoffte sich von den Briten Unterstützung gegen eine vorrückende türkische Armee unter Nuri Pascha, der beabsichtigte, im Sinne Enver Paschas über Baku nach Transkaspien vorzurücken und, obwohl sich das Osmanische Reich selbst in einer äußerst prekären strategischen Lage befand, die Grundlagen für ein Großturanisches Reich zu schaffen. Tatsächlich drangen die Türken Anfang September nach Baku vor, so dass sich Norris und Dunsterville zu einem taktischen Rückzug bzw. zur Flucht entschlossen, da ihre Kräfte zur Verteidigung Bakus nicht ansatzweise ausreichten. und zogen sich auf den Schiffen nach Enseli zurück. Am 14. September wurde Baku geräumt. Die mit den Türken verbündeten Aserbaidschaner verübten in den nächsten Wochen ein Massaker an den armenischen Einwohnern Bakus, dem angeblich 16.000 Menschen zum Opfer fielen; angeblich als Revanche für ein armenisches Massaker an Tataren, das im März 1918 stattgefunden hatte.
Aufgrund des Zusammenbruchs der Mittelmächte entstand auch im kaspischen Raum eine völlig neue strategische Situation. Das Kaiserreich – deutsche Truppen standen schon in Georgien – und die Türkei schieden als Gegner aus. Die Rote Arbeiter- und Bauernflotte in Astrachan hingegen wurde nun über das innerrussische Kanalsystem und die Wolga massiv durch Einheiten der Baltischen Flotte aus der Ostsee verstärkt mit dem Ziel, Baku über See anzugreifen und mit Sympathisanten in der Stadt eine Revolution auszulösen. Hintergrund war der dringende Bedarf der Regierung Wladimir Iljitsch Lenins an dem Öl von Baku, der seinerzeit einzigen Erdölquelle Russlands. Die Zentrokaspische Flottille blieb weiterhin neutral und war weder bereit für die Briten und ihre weißgardistischen Verbündeten noch für die Bolschewiki Partei zu ergreifen.
Vor diesem Hintergrund kehrte Norris am 17. November 1918 aus Enseli mit fünf Schiffen nach Baku zurück. Im Dezember 1918 begann die BCF mit ersten Patrouillen in die nördliche Hälfte des Meeres. Über den Hafen von Batumi und die Eisenbahnlinie nach Baku konnte die Royal Navy nun ungehindert Nachschub ins Kaspische Meer transportieren, so auch 12 Motorschnellboote, die zerlegt auf der Bahn transportiert wurden. Für sie wurden in Baku und Petrowsk (heute Machatschkala) Stützpunkte anlegt.
Die Royal Air Force (RAF) richtete außerdem in Petrowsk eine Seeflugzeugstation ein, die die No. 266 Squadron RAF beherbergte. Mit ihren Short-184-Flugzeugen war die Schwadron in der Lage, bis nach Fort Alexandrowsk und Astrachan zu operieren. Ihr Kommandeur war Oberstleutnant Frederick Bowhill (1880–1960), ein ehemaliger Offizier der Handelsmarine und Royal Navy, der später die Pilotenlaufbahn ergriff und während des Weltkriegs in der Nordsee ein Flugzeugmutterschiff kommandiert hatte.
Weiterhin wurden vier Handelsschiffe als Flugzeugmutterschiffe bzw. Motorschnellbootmutterschiffe umgerüstet, da die winzigen Schnellboote kaum seetüchtig waren und nur über einen sehr begrenzten Aktionsradius verfügten.

## Die Einheiten der Flottille im Sommer 1919
- HMS Kruger (ex Präsident Krüger, Flaggschiff)
- HMS Windsor Castle (ex Leitenant Schmidt)
- HMS Emile Nobel (ehemaliger Öltanker, vier 15,2-cm-Geschütze)
- HMS Bibiat
- HMS Slawa
- HMS Dublin Castle (ex Jupiter)
- HMS Venture
- HMS Asia
- HMS Zoroaster
- HMS Edinburgh Castle (Motorschnellbootträger)
- HMS Sergie (Motorschnellbootträger)
- HMS Orlionoch (Orlionok, Flugzeugmutterschiff)
- HMS A. Yusanoff (Flugzeugmutterschiff)
- 12 Motorschnellboote (Coastal Motor Boats = CMB)
- Einige Hilfsschiffe (Wasser- und Öltanker, Viehtransporter)

Im Juli 1919 betrug die Personalstärke der BCF gut 1400 Mann (47 Offiziere und 1063 Mannschaften der Royal Navy, 307 russische Mannschaften einschließlich Tataren und Armenier).

## Chronologie von Gefechten und wichtigen Ereignissen
- 8. Dezember 1918: Erstes Seegefecht zwischen der „Zoroaster“ und der „Alla Verdi“ mit rotrussischen Einheiten bei der Tschetschen-Insel (Chechen Island), gut 100 km nördlich von Petrowsk.

- 29. Dezember 1918: Ein soeben errichteter rotrussischer Stützpunkt auf dem Festland in der Nähe der Tschetschen-Insel wird durch Geschützfeuer zerstört.

- Mitte Januar 1919: Die nördliche Hälfte des Kaspischen Meeres friert jahreszeitlich bedingt zu, so dass bis Mitte April nördlich von Petrowsk keine Seeoperationen stattfinden. Im März 1919 wird die Zentrokaspische Flottille aufgelöst; die Freiwilligenarmee Denikins verlässt Baku. Die bisher lediglich informell britische Flottille wird nun formal britisch. Ihre Einheiten setzen die britische Kriegsflagge und führen nun die Bezeichnung HMS vor ihrem Namen.

- 19. April 1919, nördlich von Petrowsk: HMS Asia steht im Gefecht mit zwei Zerstörern, die sich zurückziehen und Seeminen legen.

- 23. April: Mehrere rotrussische Zerstörer weichen HMS Kruger, HMS Zoroaster, HMS Slawa und HMS Venture aus.

- 25. April: Erneutes Gefecht mit offenbar acht Einheiten auf rotrussischer Seite. Auf beiden Seiten treten, soweit bekannt, keine Verluste ein.

- 26. April: Erneute Begegnung beider Flottillen, doch bleiben die rotrussischen Einheiten bei einem Abstand von 14 bis 15 km außerhalb der Reichweite der BCF.

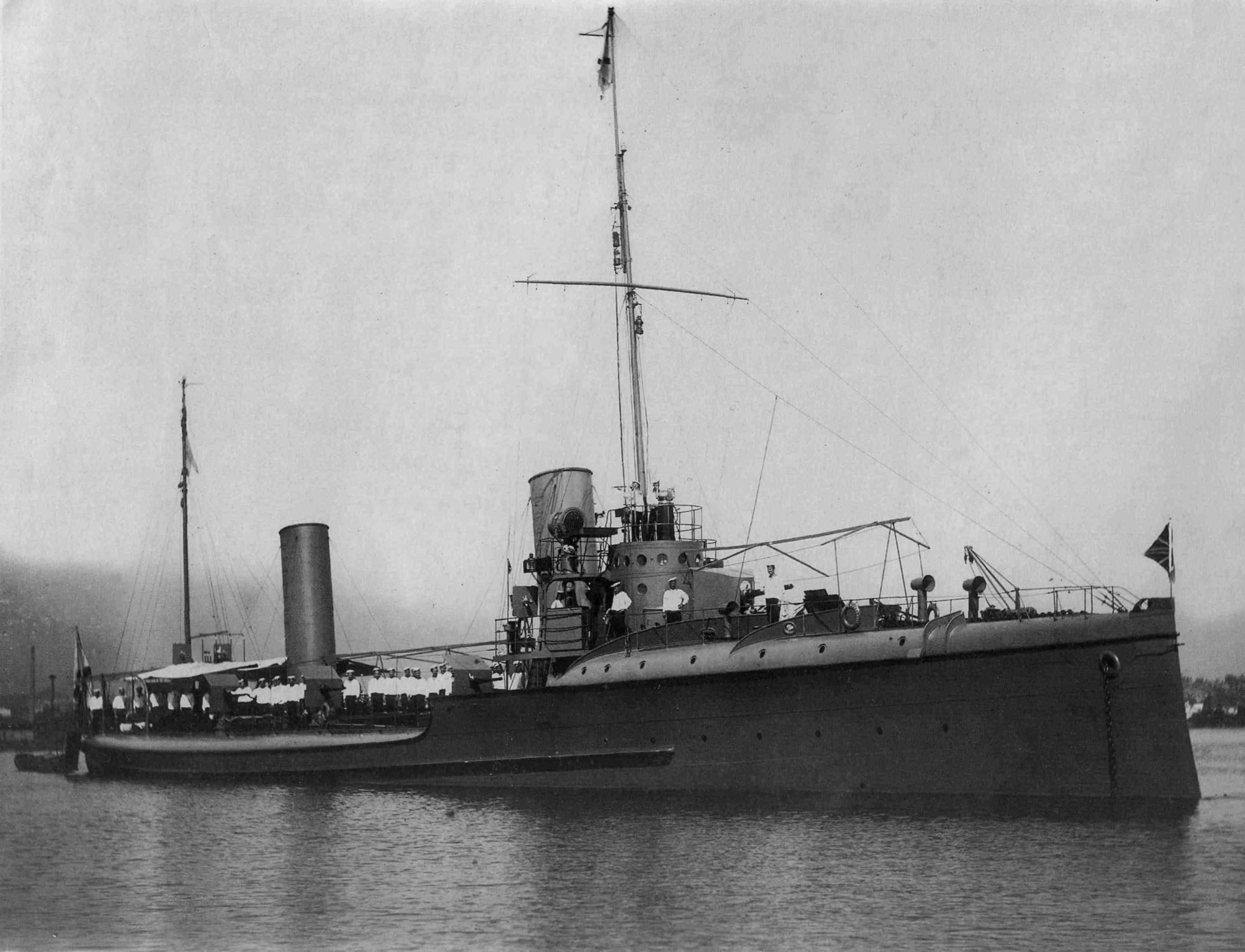
EmirBukharskiy1904–1925

- 15. Mai: Verfolgung von mehreren rotrussischen Einheiten. Ein Konvoi, in dem sich auch zwei große Segelschiffe befinden, wird gesprengt. Der begleitende Zerstörer hält sich außer Reichweite. Durch eine Gefangenenbefragung stellt sich heraus, dass es sich dabei um die Jakow Swerdlow (ex Emir Bucharski) handelte.

- 18. Mai: Durch Lufterklärung erfährt Norris, dass sich eine große rotrussische Flottille vor Fort Alexandrowsk aufhält. HMS Windsor Castle verfügt über eine Funkstation der gleichen Bauart wie die Schiffe der rotrussischen Flottille, so dass deren Funkverkehr abgehört werden kann, der teilweise offen geführt wird.

- 21. Mai 1919: Seegefecht von Fort Alexandrowsk

- 23. Mai: Luftangriff auf Fort Alexandrowsk. Angeblich versenken die britischen Flugzeuge einen Zerstörer und ein bewaffnetes Handelsschiff. Zwei Zerstörer greifen HMS Kruger an, die allerdings nicht getroffen wird. Sie drehen vermutlich aufgrund Brennstoffmangels ab.

- Am 10. Juni 1919 verbreiten sich erste Gerüchte, dass die BCF General Denikin übergeben werden soll. Die Briten vermuten, dass sich die rotrussische Kaspi-Flottille die Wolgamündung hinauf nach Astrachan zurückgezogen hat.

- 16. Juni: Die RAF führt einen Luftangriff auf Astrachan aus, ein Flugzeug geht verloren.

- 21. Juni: Durch einen an ihn gerichteten Funkspruch der rotrussischen Kaspi-Flottille erfährt Norris, dass sich die über Astrachan abgeschossene britische Flugzeugbesatzung, die Leutnants Mantle und Ingram, in dortiger Gefangenschaft befinden und gut behandelt werden, solange dies auch für rotrussische Gefangene in britischem Gewahrsam gilt. Zu diesem Zeitpunkt ist vermutlich schon Fjodor Fjodorowitsch Raskolnikow Kommandeur der Flottille und seine Ehefrau Larissa Reissner ihre Politkommissarin.

- 27. Juni: Die RAF führt mit acht Maschinen erneut einen Angriff auf Astrachan aus. Nach Beobachtungen der britischen Flieger werden die Nobel-Werke, der Flugplatz und die Hafenanlagen schwer getroffen.

- 20. Juli: Die BCF soll in absehbarer Zeit an Denikin übergeben werden. Tatsächlich beginnt am 27. Juli die Übergabe der Schiffe, die nun wieder die russische (zaristische) Kriegsflagge führen.

- 8. August: Vor Aschurada (heute Bandar-e Torkaman) greifen HMS Orlionoch und HMS Bibiat zwei Piratenschiffe, die Van und die Chastevoy an, die sich ergeben und die weiße Flagge setzen. Sie werden durch weißgardistische Kosaken besetzt und nach Enseli verbracht.

Ende August 1919 wird HMS Kruger als letzte Einheit der BCF der weißgardistischen Freiwilligenarmee übergeben. Die Übergabe kommentierte der Zahlmeisterfähnrich der Kruger, Patrick Thornhill (1900–1990), in einem Anflug von Melancholie in seinem Tagebucheintrag vom 28. August 1919:
… Es ist schon von einiger Härte, das, was man innerhalb eines Jahres unter harter Arbeit aufgebaut hat, übergeben zu müssen – an Leute, die es wahrscheinlich innerhalb eines Monats in die Grütze fahren werden. Eine der ersten Geschichten, die wir hören, ist die, dass die NOBEL jüngst zu Schießübungen in See ging und ihr achteres Geschütz mit noch im Rohr steckender Mündungsklappe abfeuerte, wodurch das Ende des Rohres abflog. Jede bewegliche Gerätschaft an Bord scheint geklaut und zu Geld gemacht worden zu sein, sobald die Jungs es in die Finger bekamen. Wie dem auch sei, mich halten eine Menge Vorgänge unter Wind …
Thornhill, Von Scapa Flow ins Kaspische Meer, S. 177

## Das Ende der Flottille. Der rotrussische Handstreich auf Enseli

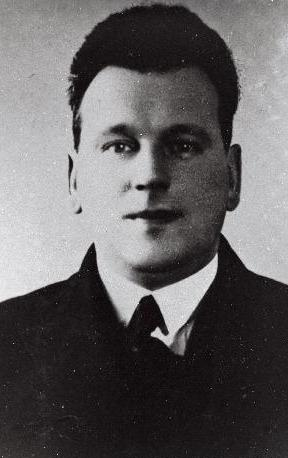
Fjodor Raskolnikov

Soweit bekannt, fanden ab der Übergabe der BCF an die Freiwilligenarmee keine Kampfhandlungen mit der Roten Arbeiter- und Bauernflotte mehr statt, was von britischer Seite allerdings auch nicht erwartet worden war. Im März 1920 drang die Rote Armee in den Transkaukasus vor. Am 28. April 1920 wurde in Baku ein bolschewistischer Aufstand ausgelöst, der die Flucht der noch aus 18 Einheiten bestehenden weißgardistischen Flottille ins neutrale Enseli (Bandar Anzali) zur Folge hatte.
Die Flottille wurde am 18. Mai 1920 durch die rotrussische Kaspi-Flottille unter dem Kommando von Raskolnikow, Flaggschiff Karl Liebknecht, unter Bruch der persischen Neutralität im Handstreich von Enseli vollständig überrumpelt. Dabei geriet zufällig auch der britische Generalmajor Hugh Frederick Bateman-Champain in Gefangenschaft des gut 1500 Mann starken Landungskommandos. Bateman-Champain und seine kleine Truppe wurde gegen die Überlassung der Schiffe und diverser Güter und Munition (allein 50 Geschütze und 20.000 Schuss Artilleriemunition) freigelassen.
Raskolnikow fielen 10 Hilfskreuzer und sieben Transporter bzw. kleinere Schiffe in die Hände, die nach Baku überführt wurden. Ihr Schicksal ist unbekannt. Vermutlich wurden die Schiffe, wie vor dem Weltkrieg, zu Transportzwecken eingesetzt.